# Jak zdobywano Dziki Zachód (serial telewizyjny)
Jak zdobywano Dziki Zachód (ang. How the West Was Won) – amerykański serial westernowy, zrealizowany w USA w latach 1977–1979, poprzedzony dwugodzinnym filmem fabularnym, nakręconym w 1976. Scenariusz serialu został luźno oparty na filmie fabularnym pod tym samym tytułem z 1962. W Polsce był emitowany w latach 80. w TVP.

## Obsada
- James Arness jako Zebulon „Zeb” Macahan
- Bruce Boxleitner jako Luke „Seth” Macahan
- William Kirby Cullen jako Josh „Jed” Macahan
- Fionnula Flanagan jako Molly Culhane
- Kathryn Holcomb jako Laura Macahan
- Richard Kiley jako Timothy „Tim” Macahan
- Jared Martin jako Frank Grayson
- Eva Marie Saint jako Katherine „Kate” Macahan
- Vicki Schreck jako Jessica „Jessie” Macahan
- Harris Yulin jako Deek Peasley

W mniejszych rolach i epizodach wystąpili m.in.: Lloyd Bridges, Ricardo Montalbán, Horst Buchholz, Mel Ferrer, Christopher Lee, William Shatner, Kim Cattrall.